# James Rendón
James Rendón, född 7 april 1985, är en friidrottare från Colombia. Han deltog vid olympiska sommarspelen 2008, olympiska sommarspelen 2012 och olympiska sommarspelen 2016.